# Guido Samson von Himmelstjerna

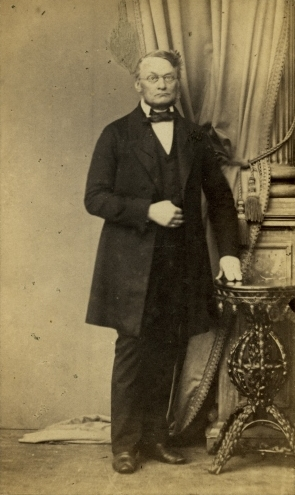
Guido Samson von Himmelstjerna

Hermann Guido Samson von Himmelstjerna, Hermann Guido Samson von Himmelstiern (ur. 18 stycznia/ 30 stycznia 1809 w Gut Korast, zm. 18 stycznia/ 30 stycznia 1868 w Dorpacie) – niemiecki lekarz wojskowy, profesor, dziekan i rektor Uniwersytetu w Dorpacie, rzeczywisty radca stanu.
Syn Carla Samsona von Himmelstjerna i Anny von Samson. Studiował medycynę na Uniwersytecie w Dorpacie, tytuł doktora medycyny otrzymał w 1834 roku. Uzupełniał wiedzę w Berlinie, Würzburgu i Wiedniu. Od 1845 roku wykładał farmakologię na Uniwersytecie w Dorpacie.
24 kwietnia 1836 w Würzburgu ożenił się z Emmą von Welz.

## Wybrane prace
- Beobachtungen über den Scorbut vorzüglich in pathologisch-anatomischer Hinsicht. Berlin 1843
- Mittheilungen aus dem praktischen Wirkungskreise des Professors der Staatsarzneikunde. Dorpat 1847, 1852, 1859
- Ueber Spinalneurosen. Med. Zeitung Rußlands 8, 1844
- Beobachtungen während einer Epidemie im Jahre 1840 zu Moskau. Häser’s Archiv, Bd. V, 1844
- Samson von Himmelstjerna, G. v. Oettingen: Populäre Anleitung zur Pflege und Behandlung der unter der ländlichen Bevölkerung in den Ostseeprovinzen Rußlands insbesondere in Livland am häufigsten vorkommenden Augenkrankheiten. Mitau 1860